# Bunloit
Bunloit (Schots-Gaelisch: Bun Leothaid) is een dorp in de Schotse lieutenancy Inverness in het raadsgebied Highland op de noordwestelijke oever van Loch Ness.